# Home (木山裕策の曲)
「home」（ホーム）は、2008年2月6日に発売された木山裕策のメジャー・デビュー・シングル。発売元はtearbridge records。

## 解説
日本テレビ系『歌スタ!!』メジャー・デビュー企画作品第20弾。
初回限定盤はCD+DVDの2枚組仕様となっている。ジャケットデザインはリリー・フランキーが手掛けている。MV中の写真は元ロードオブメジャーの北川賢一が撮影を行った。
2007年10月、『歌スタ!!』の最終プレゼンテーションに合格し、本人、作詞・作曲を手掛けた多胡邦夫にとっても念願のメジャー・デビューとなった。
同年12月22日にはavex本社ビル前にて行われたライヴイベントに参加、本曲を披露。
2008年1月27日には日本テレビ系『行列のできる法律相談所』、2月25日に『スッキリ!!』、3月4日にNHK総合『NHK歌謡コンサート』（日本テレビ系以外の放送局での出演は初）にそれぞれゲスト出演、本曲を披露した。中でも『行列のできる法律相談所』に出演した際には瞬間最大視聴率23.5%を記録している。
同曲はエリオット・ヤミンとの相互カバー企画によって英語詞でカバーされており、2008年10月8日発売のエリオットのアルバム『WAIT FOR YOU プレミアム・エディション』に収録されている。さらに韓国語版もシン・スンフンによってカバーされることが木山の公式ブログ内で発表された。韓国語版「home」はシンの2009年3月25日発売のアルバム『ACOUSTIC WAVE-Japan Special Edition-』に収録される。
CDデビュー前の2007年10月に着うた配信を開始。2009年、配信開始から1年4か月を経て音楽配信の累計で100万ダウンロードを達成した。100万ダウンロードの内訳は着うたフルが約50%を占める。

### 歌スタ!!でのエピソード
本作は番組内で追試を行い木山をハントし、楽曲を手掛けた多胡が、「このレベルで落ちるんだったら、「歌スタ!!」からはもう合格者は出ないよ」と送り出した楽曲である。
しかし、ハンター'Sボスの「もっと長く聴きたかった」を理由に、「ゴメンネ」札が上がり不合格。2か月後、大サビを加えたフルコーラスを完成させリベンジ。見事「よろしく」札を獲得、合格。以後多胡は、本作の伴奏・コーラスをするため、木山の全国各地へのプロモーション活動に必ず同行している。
デビュー決定後、チュートリアルの徳井義実が、「育ててくれた自分の父への感謝の気持ちを込めたMVを作りたい」と志願。自ら監督を務め、番組内限定で使用されるMVを制作。木山も登場シーンは少ないもののMV出演者と共演した。
2008年10月20日放送の同番組内で、辛口評価のハンター・ダイアモンド☆ユカイから「良い曲だね」と絶賛される。
最終審査時、多胡は後に木山のミニ・アルバム『WAIT FOR YOU 〜今の僕に出来る事〜』に収録された「幻」を用意したが、木山にラブソングを歌わせるのは違和感があった為に「彼にしか歌える曲」から家族の曲に変更した。

### その他
「マイホームソング」を研究している関西大学教授の小川博司は、「父から子供に歌う曲は珍しい。該当作品は、この曲とジョン・レノンの『ビューティフル・ボーイ』だけだ」と私見を語っている。

## 収録曲
全曲作詞・作曲：多胡邦夫　編曲：米田浩徳

### CD
1. home（3：56）[3]
  - 日本テレビ系『歌スタ!!』2008年2月度お題歌（エンディングテーマ）
  - 日本テレビ系『音楽戦士 MUSIC FIGHTER』2008年4月度POWER PLAY
2. home (Instrumental)（3：56）
3. home (Orchestra ver.)（3：52）

### DVD（初回限定盤付属）
1. home (Clip)[4]
2. 木山裕策デビューまでの道のり

### コンパクトカセット
※SIDE-A・SIDE-Bとも同一内容収録
1. home（3：56）
2. home（Instrumental）（3：56）
3. home（Orchestra ver.）（3：52）

## カバー
- エリオット・ヤミン - アルバム『WAIT FOR YOU プレミアム・エディション』（2008年10月8日）[1]収録
- シン・スンフン - アルバム『ACOUSTIC WAVE-Japan Special Edition-』（2009年3月25日）に収録
- Naomile - アルバム『SWEETS HOUSE ～J-POP HIT COVERS SHERBET～』（2009年8月5日）に収録
- 一青窈 - 2012年4月に木下工務店CMソング。シングル『道案内/愛と誠のファンタジア』（2012年6月6日）＃4に収録
- 童子-T - シングル「HOME feat. SA.RI.NA」（2012年11月14日）
  - 童子-T - アルバム『RAP X COVER』（2012年12月19日）に上記シングル曲及び「HOME feat. 木山裕策」を収録
- クリス・ハート - デビュー・シングルとしてリリース（2013年5月1日）
- 松本英子 - アルバム『with』（2020年12月9日）に「home ～TAGO STUDIO Live ver.～」として収録
- 木山裕策・Mr.シャチホコ - アルバム「木山と木山 〜夢のディナーショー」（2023年4月26日）＃6に収録[6]